# Xã Mulberry Grove, Quận Bond, Illinois
Xã Mulberry Grove (tiếng Anh: Mulberry Grove Township) là một xã thuộc quận Bond, tiểu bang Illinois, Hoa Kỳ. Năm 2010, dân số của xã này là 1.361 người.